# Питтак
Питтак из Митилены (др.-греч. Πιττακός, лат. Pittacus; 651 до н. э. — 569 до н. э.) — древнегреческий мудрец, один из Семи мудрецов.

## Биография
Вместе с Алкеем и его братьями Питтак освободил родной город Митилену от тирана Меланхра, но вскоре власть захватил Мирсил, а Питтак и Алкей ушли в изгнание.
Вследствие удачного начальствования Питтака над митиленянами во время войны с афинянами, когда он, набросив сеть на предводителя противников олимпийского победителя Фринона, убил его, жители назначили его эсимнетом (др.-греч. αίσυμνήτης — выборный правитель). Получив в свои руки власть, Питтак подавил беспорядки и для предупреждения их на будущее время пересмотрел законы, особенно уголовные. По свидетельству Диогена Лаэртского, правление его продолжалось с 579 по 569 год до н. э., а после, наведя порядок в государстве, сложил с себя полномочия и жил ещё десять лет. Как мудрец и законодатель, Питтак почитался у греков наравне с Солоном и Ликургом, входя в число Семи мудрецов. Ему приписывались следующие изречения:
- пользуйся мерой, знай всему меру (др.-греч. Μέτρω χρώ),
- желай всем нравиться (др.-греч. Πάσιν άρέσκειν),
- никого не брани (др.-греч. Μηδένα λοιδορει).

По некоторому утверждению, был учителем Ферекида Сиросского.

Сохранилась надгробная эпитафия Питтака: 
Как неутешная мать 
 Рыдает о сыне любимом, 
 Плакал, Питтак, о тебе 
 Лесбос, угодный богам.